# Yaldwyn-Run
Als Yaldwyn-Run wird ein Massaker an Wurrijeri-Aborigines bezeichnet, das am 9. Juni 1838 im australischen Bundesstaat Victoria stattfand. Der Vorfall, bei dem sieben bis acht Aborigines getötet wurden, ereignete sich bei Barfold am Campaspe-River im heutigen Campaspe Shire, in der Nähe einer Viehzüchterstation.
Diesem Ereignis ging im Mai 1838 der Tod eines Schafhirten der Bowmann-Viehzuchtstation voraus, der durch Speere ums Leben kam. Als am 8. Juni Aborigines zwei Schafherden stahlen, eine von Bowman und eine von der Viehzuchtstation von Henry Yaldwyn, verfolgte der Aufseher von Yaldwyn, John Coppock, mit drei weiteren Männern die Spuren der Herde. Zu der Gruppe stießen acht bewaffnete Männer von Bowman. Sie kam bei Sonnenuntergang 400 Meter nah an das Camp der Aborigines heran. Als die Hunde bellten, feuerte einer der Weißen einen Schuss ab, worauf die Aborigines mit Speerwürfen antworteten. Nach einer Dreiviertelstunde war der Kampf beendet. Als die Weißen anschließend das Camp betraten, war es leer und sieben bis acht Aborigines tot. Am nächsten Morgen fanden die Weißen die Schafe.
Als der zuständige Polizeichef William Lonsdal in Melbourne von dem Vorfall hörte, sandte er den Assistent-Projektor Edward Parker aus, den Vorfall zu untersuchen. Nach einem Jahr lag das Ergebnis vor: „Bowman was in the inhabit of shooting every black man, woman and child whom he met at this run, and had instructed his employees to carry out similar shootings“. (Deutsch: Bowman schoss auf alle schwarzen Männer, Frauen und Kinder, die ihm über den Weg liefen und gab seinen Beschäftigten die Anweisung, es ihm gleichzutun). Aufgrund dieses Untersuchungsergebnisses wurde gegen acht Weiße Anklage in Sydney erhoben. Als sie mit dem Schiff nach Sydney gebracht wurden, sank dieses vor der Westküste von New South Wales, lediglich Coppock überlebte.